# Kivihaka
Kivihaka (en suédois : Stenhagen) est une section du quartier de Haaga à Helsinki en Finlande.

## Description
Kivihaka a une superficie de 0,43 km2, sa population s'élève à 821 habitants(1.1.2009) et il offre 567 emplois (31.12.2005).